# Wörth (Wörthsee)
Die Wörth, meist aber Mausinsel, ist die einzige Insel im Wörthsee in Bayern.
Die kleine, dicht bewaldete Insel liegt nahe dem südwestlichen Ufer bei Bachern und gehört zur Gemeinde Inning am Ammersee, genauer zur Gemarkung und ehemaligen Gemeinde Buch am Ammersee. Sie erhebt sich etwa sieben Meter über den Seespiegel und ist am Nordende nur durch einen knapp zehn Meter schmalen Durchlass vom Festland getrennt. Rund 400 Meter südwestlich davon verbindet sie ein 260 Meter langer, befahrbarer Steg mit dem Westufer des Wörthsees. Die Insel liegt im Landschaftsschutzgebiet „Westlicher Teil des Landkreises Starnberg“, befindet sich in Privatbesitz und ist nicht öffentlich zugänglich.
Im Süden der Insel steht das 1446 von den Katzmair erbaute Schloss Wörthschlössl mit der Kapelle St. Simpert. Das Schloss diente früher den Grafen von Toerring, die 1772 die heutige Anlage errichteten, als Sommerresidenz.
Zu dem volkstümlichen Namen Mausinsel kam es nach einer Sage, weil einer der Schlossherren der Umgebung vor einer Mäuseplage auf die Insel flüchtete. Die Nager waren erschienen, nachdem er einige seiner mittellosen Untertanen hartherzig in einer Scheune verbrennen hatte lassen und dabei höhnisch rief: „Hört ihr die Mäuse winseln?“ Die Plage verschwand erst, als sie seiner auf der Insel habhaft geworden waren und den Tod der Unschuldigen an ihm gerächt hatten. Nach einer der Überlieferungen stammte der Schlossherr vom Burgselberg in Steinebach, nach einer anderen kam er vom Schloss Seefeld aus der Zeit vor den Toerring.

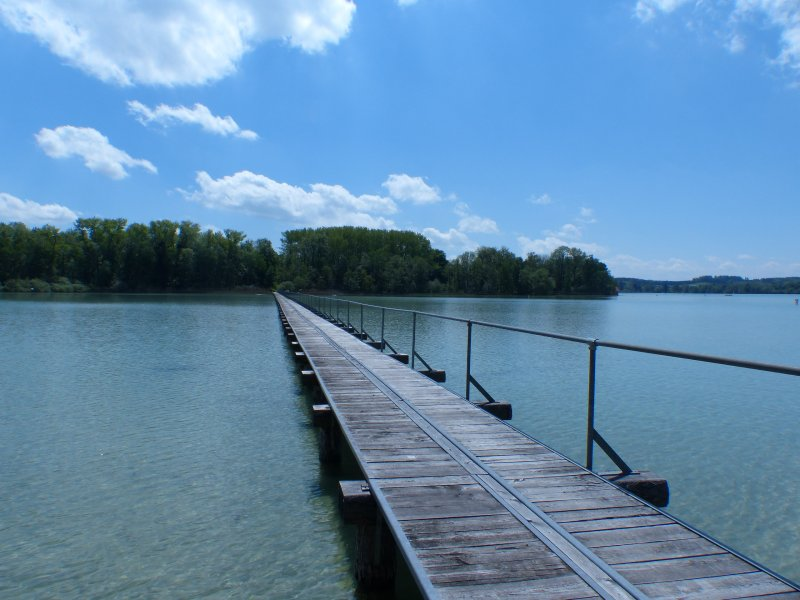
Brücke zur Mausinsel